# Google Maps Business View
 (août 2013).
Si vous disposez d'ouvrages ou d'articles de référence ou si vous connaissez des sites web de qualité traitant du thème abordé ici, merci de compléter l'article en donnant les références utiles à sa vérifiabilité et en les liant à la section « Notes et références ».
Google visite virtuelle pour les pros est un service lancé par Google en 2011. Extension de Google Street View et intégré à Google Maps, il permet de fournir une vue à 360° de l’intérieur d’un bâtiment. Google a donné des accréditations  à des photographes et des agences de photographes pour réaliser les photographies des lieux. Ce service est accessible pour le moment dans les pays suivants : Australie, Canada, Danemark, Espagne, États-Unis, France, Irlande, Italie, Nouvelle-Zélande, Pays-Bas, Royaume-Uni, Suède, Suisse. 

## Historique
- En juillet 2008 Google Street View s’implante en France.
- En 2011 quasiment tout le territoire Français est couvert.
- En 2011 Google commence à tester son projet de visite virtuelle à l’intérieur des bâtiments.
- En 2012, le lancement est officiel et Google déploie son offre.
- En juillet 2013 environ 200 photographes sont certifiés en France, une agence à Paris et une autre à Monaco.
- En mars 2013, le programme Google visite virtuelle pour les Pros change de nom pour devenir Google Maps Business View [4]

## Pays couverts
Google Visite Virtuelle n’est pas encore disponible dans toutes les villes du monde. Le projet s’étend peu à peu. Aujourd’hui ce service est disponible dans les pays suivants :
- Australie
- Belgique
- Canada
- Danemark
- Espagne
- États-Unis
- France
- Irlande
- Italie
- Nouvelle-Zélande
- Pays-Bas
- Royaume-Uni
- Suède
- Suisse

## Photographes et Agences agréés

### Différence entre photographes et agences
Les photographes agréés sont des photographes individuels qui ne peuvent intervenir que dans un périmètre défini avec Google. Néanmoins certains photographes ayant répondu à certains critères qualité ont la possibilité de couvrir le territoire national avec une équipe plus structurée.
Les agences agréées sont un regroupement de photographes et peuvent avoir du personnel de vente. Elles peuvent couvrir plusieurs régions voire pays grâce aux photographes locaux.

### La certification Google
Il faut être un photographe professionnel avec le matériel adapté pour pouvoir réaliser les visites virtuelles.
Google ne certifie qu’un nombre limité de photographes. Pour s’inscrire, il faut remplir un formulaire  et attendre la réponse de Google. Une autre possibilité est de devenir membre d’une agence agréée qui a le pouvoir de donner des accréditations aux photographes. 

## Technologie utilisée
Les photographies sont réalisées avec un objectif fisheye et une tête panoramique. Google a défini des critères de prise de vues très précis et confidentiels (non obligatoire depuis 2016).
Pour créer la visite virtuelle il faut utiliser un logiciel tiers et assembler les photos en déterminant un itinéraire. Google est chargé de vérifier qu'aucune personne n'est identifiable sur les images et publie la Visite virtuelle.
Une fois publiée sur Google Maps , le propriétaire des lieux peut copier/coller le code pour l'insérer sur ses supports de communication ou sur son site internet.

## Systèmes similaires
Mappy a également lancé son programme qui permet de visiter les magasins référencés sur Mappy.

## Easter eggs
Comme dans Google Streetview, certaines entreprises ont décidé de cacher des Easter Eggs dans leur visite virtuelle créant ainsi le buzz sur internet.
Si l’on cherche BDDP & Fils Paris, France dans Google Maps on peut découvrir les nombreuses scènes cachées dans cette agence de communication.
Un magasin de ski Krakatoa à Briançon a également fait parler de lui grâce à des blagues intégrées et discrètement cachées.

## Les lieux photographiés
Bars, restaurants, hôtels, fleuristes, opticiens, salles de sport... la liste n'est pas exhaustive. Tous les commerces peuvent être photographiés pour avoir une visite virtuelle. 
Pour ne pas faire concurrence à Google Art Project les visites virtuelles ne peuvent pas se faire dans les lieux tels que les musées ou places publiques. Il est également interdit de réaliser des photographies des cabinets juridiques ou des locaux d'administrations publiques.